# Slávjorod
Slávjorod (en ucraniano: Славгород, romanizado: Slávhorod) es un pueblo ucraniano perteneciente al óblast de Dnipropetrovsk. Situado en el este del país, es parte del raión de Sinélnikove y del municipio (hromada) de Slávjorod.

## Toponimia
El nombre del asentamiento en ruso es Slávgorod (en ruso: Славгород). 

## Geografía
Slávjorod está ubicado en la frontera con el óblast de Zaporiyia, 25 km al sur de Sinélnikove, 35 km al noreste de Zaporiyia y a 53 km al suroeste de Dnipró. 

## Historia
El lugar surgió como un asentamiento de estación de tren después de la construcción de una línea ferroviaria, que en 1873 obtuvo una estación de tren llamada Slávjorod. La situación de los campesinos pobres se deterioró después de la reforma agraria de Stolypin a principios del siglo XX y muchos de ellos emigraron a Siberia, particularmente al krai de Altái. La localidad tiene la condición de asentamiento de tipo urbano desde 1938. 
Hasta el 18 de julio de 2020, Slávjorod era parte del raión de Mezhova. El raión fue abolido en julio de 2020 como parte de la reforma administrativa de Ucrania, que redujo el número de raiones del óblast de Dnipropetrovsk a siete. El territorio del raión de Mezhova se fusionó con el raión de Sinélnikove.En 2023, Slávjorod perdió el estatus de asentamiento de tipo urbano debido a la eliminación de este estatus administrativo.

## Demografía
La evolución de la población de Slávjorod entre 1959 y 2022 fue la siguiente:
| 4875                                                          | 3019 | 3103 | 2770 | 2545 | 2323 | 2295 | 1004 | 2099 |
| (Fuente: Cities & Towns of Ukraine y UKRAINE: Größere Städte) |      |      |      |      |      |      |      |      |

Según el censo de 2001, la lengua materna de la mayoría de los habitantes, el 90,72%, es el ucraniano; y del 8,57%, el ruso.

## Infraestructura

### Transporte
El lugar tiene acceso a la autopista M18 que conecta Járkov con Zaporiyia y Melitópol. La estación de tren de Slávjorod-Pivdeni, en la parte norte del asentamiento, se encuentra en la vía férrea que conecta Sinélnikove con Zaporiyia vía Vilniansk.